# دارين موس
دارين موس (بالإنجليزية: Darren Moss)‏ هو لاعب كرة قدم بريطاني، ولد في 24 مايو 1981 في ريكسهام في المملكة المتحدة. شارك مع منتخب ويلز تحت 21 سنة لكرة القدم. أما مع النوادي، فقد لعب مع شروزبري تاون ونادي بانغور سيتي ونادي تشستر سيتي ونادي كرو ألكساندرا.

## وصلات خارجية
- دارين موس على موقع قاعدة بيانات كرة القدم.إي يو (الإنجليزية)
- دارين موس على موقع Soccerbase.com (لاعب) (الإنجليزية)